# Bellonella capitata
Bellonella capitata är en korallart som först beskrevs av Pfeffer 1889.  Bellonella capitata ingår i släktet Bellonella och familjen läderkoraller. Inga underarter finns listade i Catalogue of Life.